# Optare Spectra
Optare Spectra — двухэтажный автобус, выпускавшийся с 1991 по 2006 год компанией Optare на шасси DAF DB250.

## Описание
Автобус Optare Spectra разрабатывался на совместном предприятии Optare и DAF. С появлением шасси DB250LF автобус стал выпускаться с низким полом.
На первом этаже вмещалось 28 пассажиров, а на втором — 47 пассажиров.

## Эксплуатация
Optare Spectra эксплуатировался в Йоркшире, Рединге, Лондоне, Уэст-Мидлендсе, Стамбуле, Измире и Новой Зеландии.

## Галерея

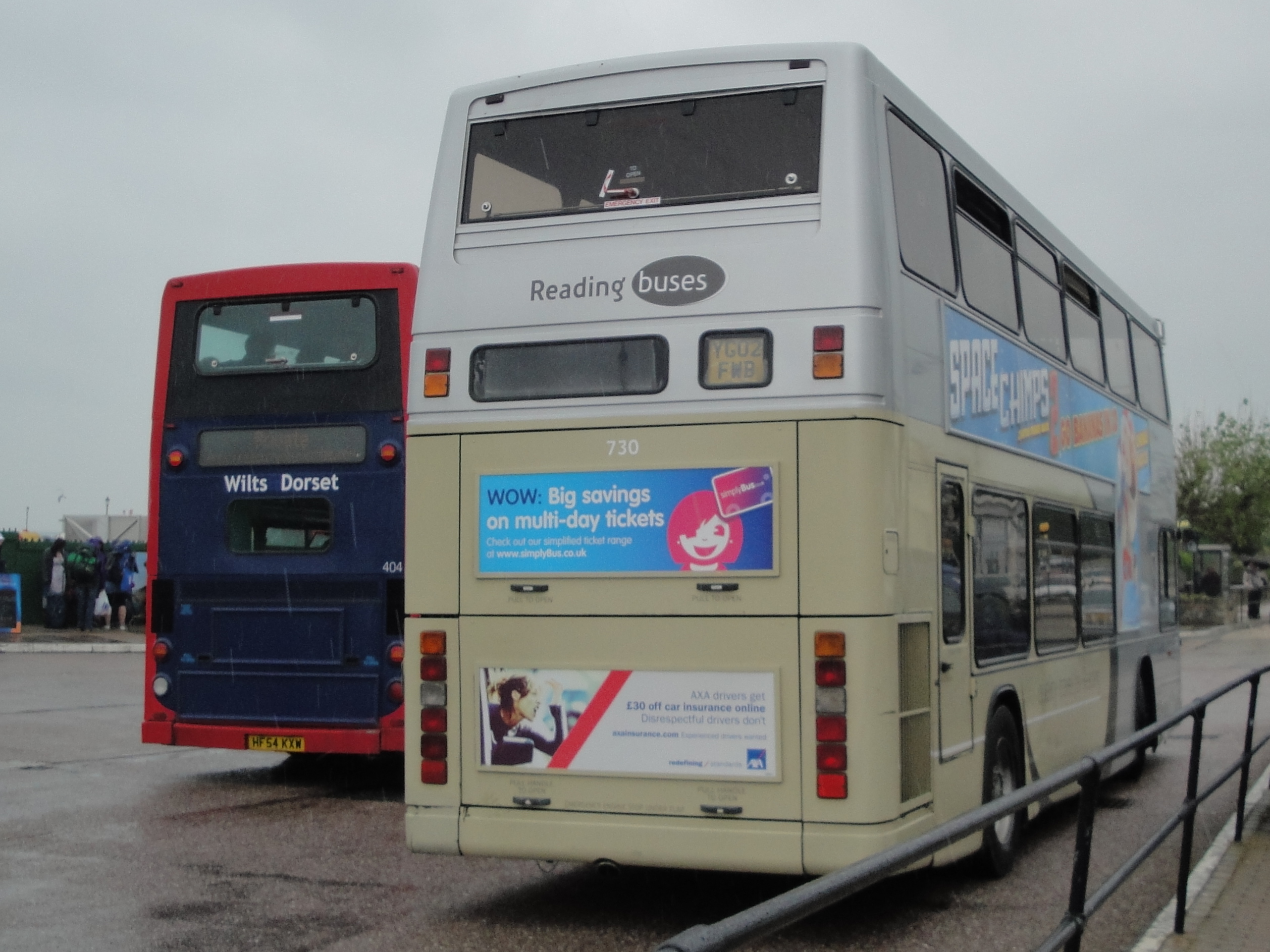
Вид сзади
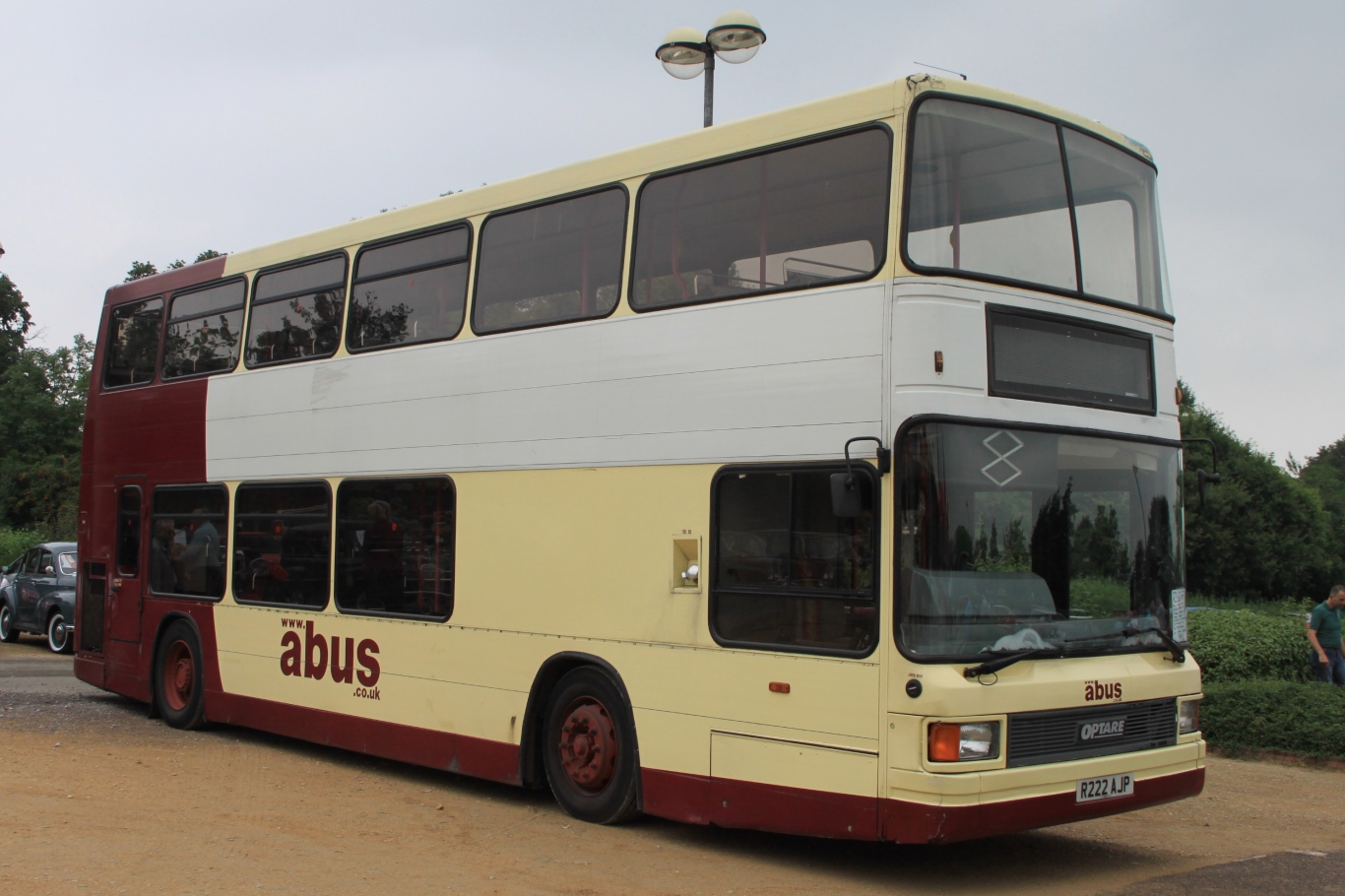
Вид спереди